# Wanfrieder Schlagd (Wanfried)

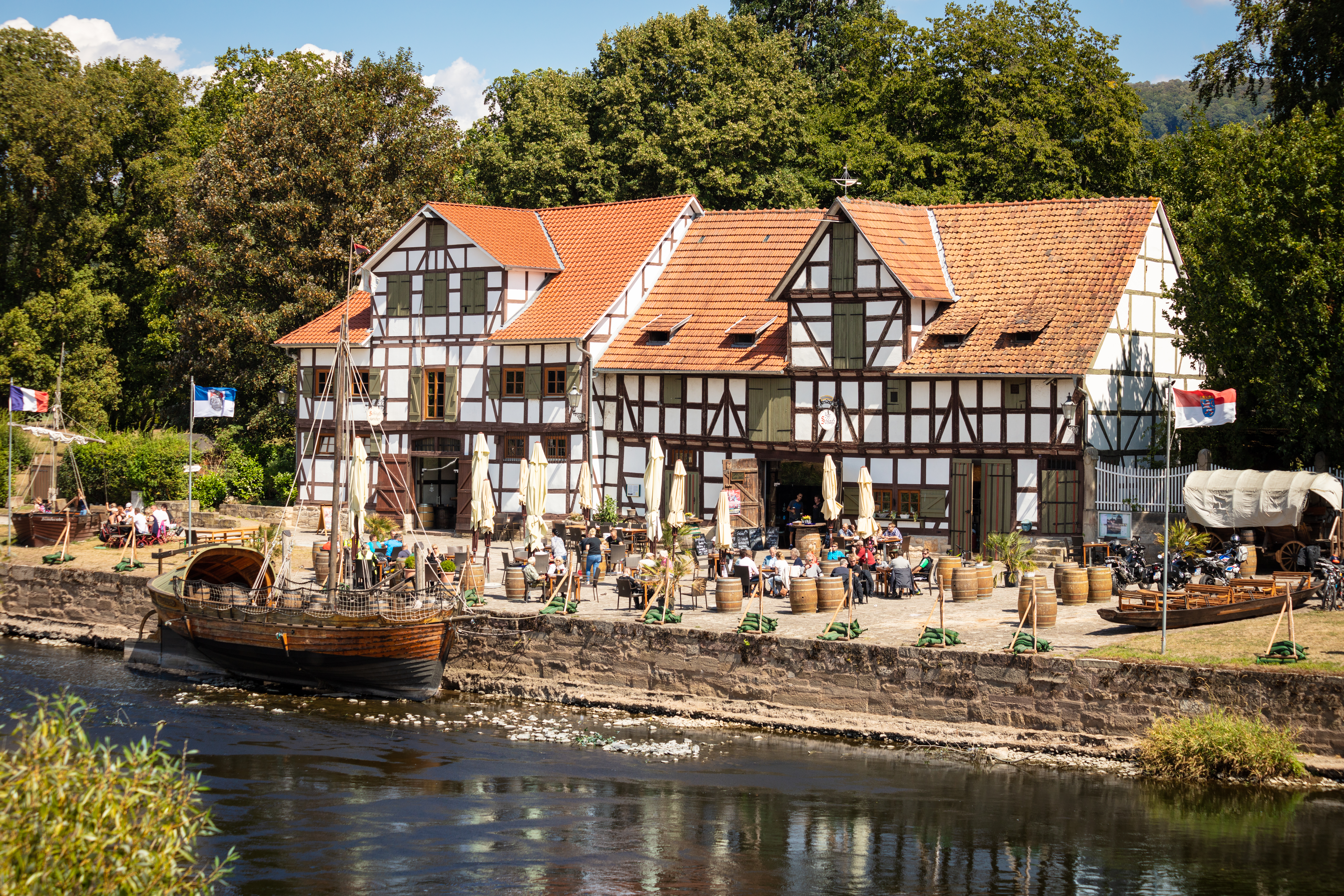
Wanfrieder Schlagd, 2018

Die Wanfrieder Schlagd (auch Wanfrieder Hafen und Historischer Hafen Wanfried) befindet sich an der Werra in der nordhessischen Stadt Wanfried im Werra-Meißner-Kreis. Die denkmalgeschützte Anlage besteht aus dem ehemaligen Stapelplatz des Wanfrieder Hafens mit einer Kaimauer, Eisenringen zum Festmachen der Schiffe, einem erhaltenen Rest der Stadtmauer sowie zwei Stapelhäusern.
Die Sachgesamtheit „Auf der Schlagd“ (Auf der Schlagd 2/3, Flur: 34, Flurstücke: 8/7 und 139/2) ist aufgrund der elementaren Bedeutung für die wirtschaftliche Entwicklung der Stadt und als Zeugnis einer der wenigen in Hessen enthaltenen Schlagdplätze schützenswert. Die Wanfrieder Schlagd ist daher in ihrer Sachgesamtheit als Kulturdenkmal aus städtebaulichen und geschichtlichen Gründen geschützt.

## Geschichte

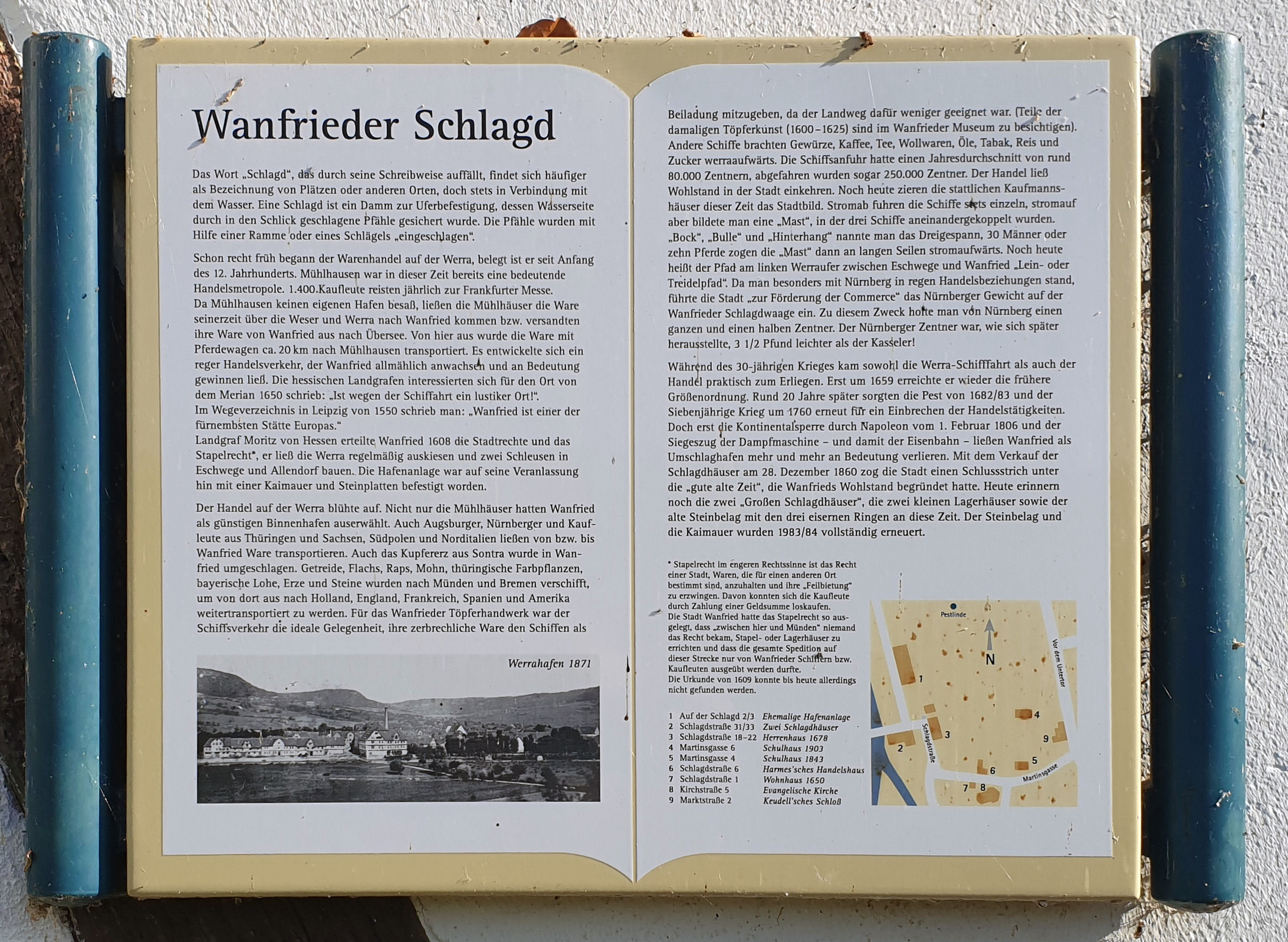
Gedenktafel Wanfrieder Schlagd

Die Wanfrieder Schlagd wurde historisch als Schiffsanlegestelle sowie als Warenumschlags- und Handelsplatz der Weser-Werra-Schifffahrt genutzt. Der Begriff Schlagd bezeichnet Flussbauwerke aus Pfählen, Faschinenwerk, Gatterwerk oder Mauerung.
Am 30. August 1608 verlieh Moritz von Hessen-Kassel, der regierende Landgraf von Hessen-Kassel, Wanfried Stadtrechte, da „[…] bei ihnen wegen des Werrastrombs vil Ab- und Zureisens und Handtierens“ sei. Um die Schifffahrt besonders zu fördern, verordnete Landgraf Moritz gleichzeitig, dass für neu gebaute Schiffe die bei der ersten Fahrt eingeladenen Waren an den hessischen Zollstätten frei vorübergehen sollten. Die Zollfreiheit führte oft zu einer Ersparnis von 70, 90 und mehr Gulden pro Ladung. Die Bedeutung der Schifffahrt für Wanfried sollte bis ins 19. Jahrhundert andauern. Noch Anfang des 19. Jahrhunderts befuhren 30 Schiffe die Werra bei Wanfried. Durch seine Lage an der von Mühlhausen kommenden Thüringer Handelsstraße wurde Wanfried ein natürlicher Stapelplatz für den Verkehr stromaufwärts der Werra.
Diese Vergünstigung wurde durch die Wanfrieder ausgenutzt, die primitive Schiffe bauten, die lediglich die Fahrt flussabwärts nach Münden überstehen sollten, um dort als Brennholz und Schrott verkauft zu werden. Mit der staatlichen Subvention wurde dann erneut ein ähnlicher Primitivkahn geordert, der in Wanfried gebaut wurde. 1746 baute der Allendorfer Schiffsbauer Christoph Hehling einen stabileren Schiffsbock für den Transport von Tabakblättern. Mit diesem stabileren Schiffstyp ließen die Wanfrieder die Schiffe nach der ersten legalen Freifahrt auf den Namen von Mündener Schiffern laufen und teilten sich mit ihnen den Gewinn aus weiteren Fahrten oder deklarierten die erste Fahrt als Privatfahrt, um auf diese Weise Zollfreiheit zu erlangen. Als Reaktion darauf wurde in Kassel nur dann Zollfreiheit gewährt, wenn der Neubau eines Schiffbocks oder Schiffbollens von den staatlichen Behörden genehmigt wurde und von den fürstlichen Schiffsbevollmächtigten und Schiffsbauern als notwendig erachtet wurde. Dieser Erlass trat um 1735 in Kraft.
Im Jahr 1832 erstellte der Schiffbauer Ungewitter ein Gutachten, in dem Lob und Tadel an der bisherigen Praxis der Förderung der Schifffahrt geäußert wurden und aufgrund der Verdopplung der Kosten für den Schiffsbau auf 300 bis 400 Reichstaler eine Erhöhung der bisherigen Prämie von 10 Cfl. (ca. 8 rt) empfohlen wurde.
Um die Schifffahrt in Wanfried zu regeln, wurde die Satzung der Schiffergilde von Wanfried aus dem Jahr 1607 erlassen. Die Satzung regelte im Einzelnen:
1. Keiner darf die Schifffahrt betreiben, der sich nicht in die Innung bzw. in die Bruderschaft eingekauft hat. Einkauf kostet 6 Gulden, halb an den Fürsten, halb an den ehrbaren Rat und die Bruderschaft zu Wanfried zu zahlen. Zusätzlich erhält die Bruderschaft 2 Zober[Anmerkung 1] Bier und 10 Pfund Wachs; sie sind dem Gotteskasten der Kirche zu entrichten.
2. Die gesamte Bruderschaft versammelt sich jährlich am Johannistag zur heiligen Feier, um den Obermeister unter sich zu wählen, dem dann alle Gebrechen vorzutragen sind, der dann bemüht ist, den Streit zu schlichten. Es soll auch der jüngste Schiffbruder das Recht haben, bei vorgefallenen Gebrechen die Bruderschaft einzuberufen.
3. Andere vorgefallene Sachen, die nur der eigenen Vorteilnahme gelten, zu denen die Obermeister die Zunft zusammenbefohlen hat, werden mit 4 Albusse Buße bestraft.
4. Wenn sich bei der Zusammenkunft jemand gegen einen Zunftbruder mit unziemlichen Worthen ungebührlich benimmt, hat er dafür zu büßen.
5. Es sollen nur Wanfrieder Bürger oder solche, die es werden wollen, in die Bruderschaft aufgenommen werden.
6. Wenn sich eines Schiffers Sohn, der in der Bruderschaft ist, verheiratet und danach Schiffer werden will, der muss der Bruderschaft eine Thonne Bier von 40 Kannen zu verdrücken geben.
7. Soll jemand, der nicht in der Innung ist, eines Schiffers Tochter heiraten, so muss er die Hälfte Bier der Bruderschaft und 1 Pfund Wachs der Kirche geben.
8. Es darf sich keiner unterstehen, dem Fremden, der Güter verladen will oder sich darum beworben hat, zu hintergehen oder ihm das Gut abzutreiben.
9. Es soll auch keiner aus der Bruderschaft sich unterfangen, durch geringen Lohn dem anderen Gut und Ladung streitig zu machen. Bei Zuwiderhandlung wird er mit 2 rt Strafe belegt und zusätzlich muss er der Bruderschaft 1 Zober Bier geben.
10. Es soll nur jeder so viel Ware zum Verschiffen annehmen, wie er bei einer Ladung verschiffen kann. Fällt mehr Ware an, hat er sie den anderen Schiffern der Bruderschaft anzuzeigen. Bei Zuwiderhandlung wird gestraft.
11. Es ist vorgekommen, dass unsere Schiffer, wenn viel Ladung vorhanden, den auswärtigen Schiffern die Ladung angeboten haben; das soll bei Strafe abgeschafft werden. Die Ladung ist einzig und allein den Schiffern der Bruderschaft anzubieten.
12. Keiner soll dem anderen seine Knechte abwerben. Einen Gulden Strafe zahlt der Schiffer; und der Knecht darf von keinem anderen Schiffer angenommen werden; er selbst hat auch 1 Gulden zu zahlen.
13. Es hat sich zugetragen, dass ein Schiffer mit einem Schiff voll Waren es nach Münden bringen wollte, so hat derselbe für anfallende Unkosten in die Lade der Bruderschaft 2 alb. einzuzahlen. Kommt ein Schiff mit Bremer Waren an, so soll der Schiffer 4 Albus in die Lade legen.
14. Wir wollen eine gute Ordnung gegenüber unserem Herrn und der Stadt Wanfried halten.

Bereits Mitte des 18. Jahrhunderts wurde der auf den Werra-Auen bei Wanfried und anderen Orten entlang der Werra angebaute Pfeifentabak auf Werra- und Weserschiffen bis nach Lübeck, Bremen, Holland, Dänemark und Schweden exportiert.
In Münden kamen im Jahr 1822 56 Schiffe von Wanfried an und 214 Schiffe fuhren stromaufwärts nach Wanfried.

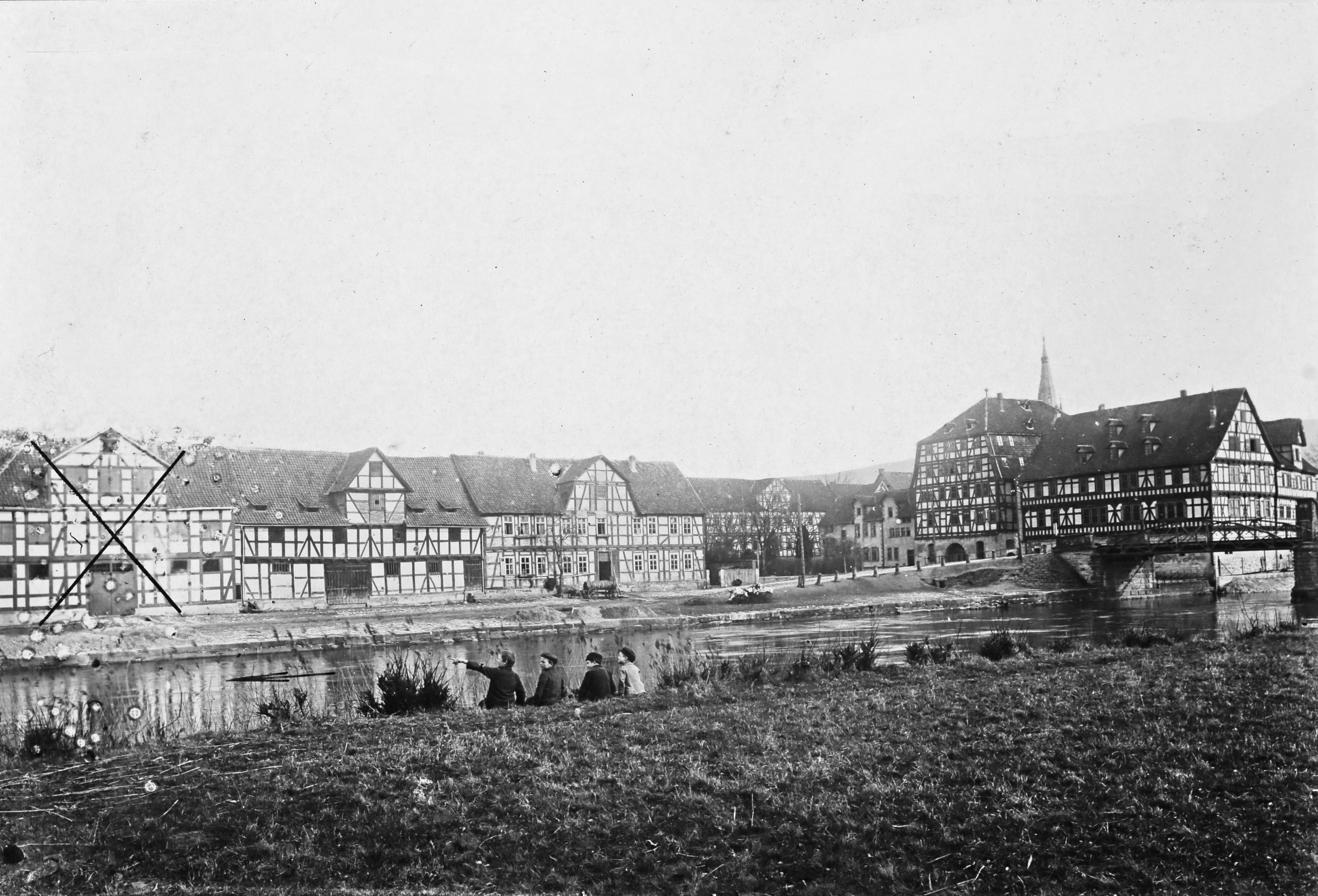
Die Wanfrieder Schlagd um 1927. Die Aufnahme zeigt im linken Bildteil drei Schlagdhäuser, von denen das rechte heute nicht mehr existiert. Neben dem rechten Gebäude gab es ursprünglich noch ein viertes Schlagdhaus, das zum Zeitpunkt der Aufnahme bereits abgetragen war.

Zum Ende der Floßschifffahrt auf der Werra im Jahr 1938 betrug die Schleusengebühr in Wanfried und Falken 25 Pfennig.
Der Maler Ernst Metz fertigte im Jahr 1952 das Gemälde „Die Schlagd in Wanfried, 1800“ an, das eine belebte Szene an der Wanfrieder Schlagd mit zahlreichen Schiffen, Fuhrwerken und Personen zeigt.
Das Straßen- und Häuserverzeichnis der Chronik der Stadt Wanfried aus dem Jahr 1908 weist für die Anschrift Auf der Schlagd 2 im Jahr 1908 „v. Scharfenberg, Lagerhaus“ und für das Jahr 1743 „Die Stadt Lagerhaus“ aus. Für die Anschrift Auf der Schlagd 3 wird für das Jahr 1908 „Arthur Israel“ und für das Jahr 1743 „Die Stadt Lagerhaus“ ausgewiesen.

## Heutige Nutzung

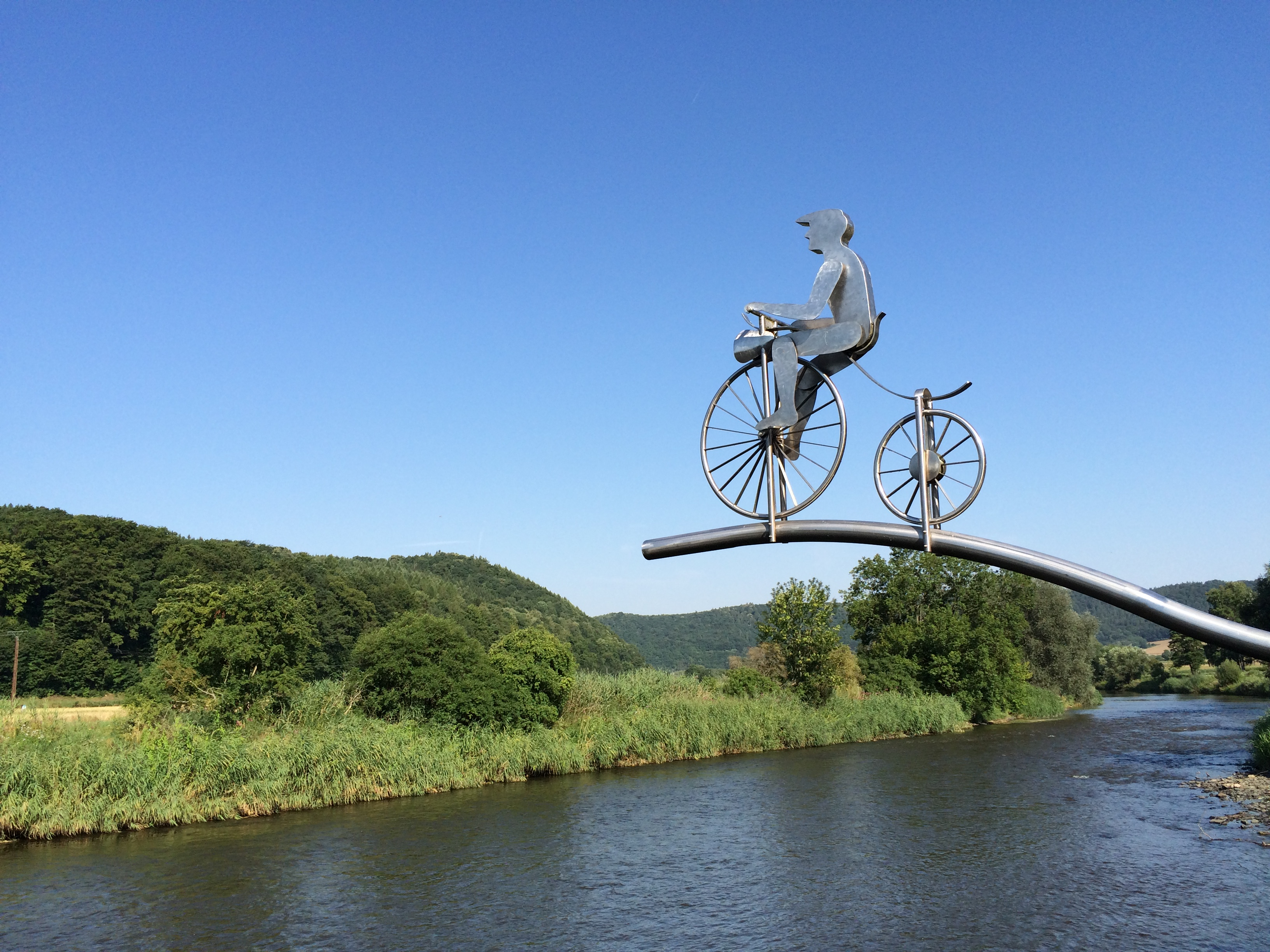
„Trethenner, der Werratal-Radler“

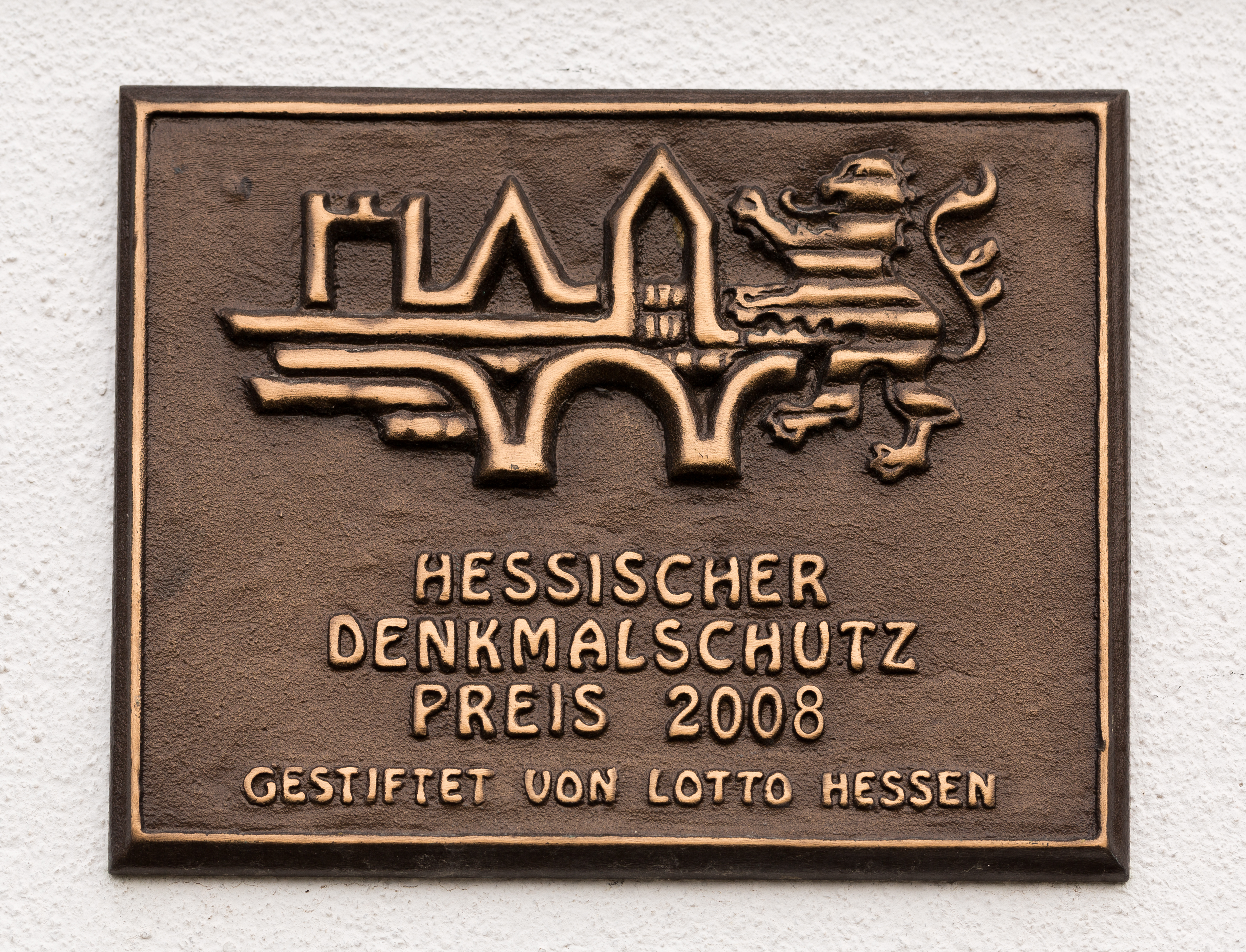
An den Schlagdhäusern befestigte Tafel, die auf die Verleihung des Hessischen Denkmalschutzpreises 2008 hinweist.

In den Stapelhäusern befindet sich heute eine Gaststätte. Der ehemalige Stapelplatz wird darüber hinaus als Veranstaltungsfläche für Konzerte genutzt. Für Wasserwanderer wurde am erhaltenen Rest der Stadtmauer eine Anlegestelle geschaffen.
Die Skulptur „Trethenner, der Werratal-Radler“ von Wolfgang Loewe (Kunst am Radweg) wurde im Jahr 2001 anlässlich des 100-jährigen Bestehens des Wanfrieder Elektrizitätswerkes durch die Betreiberfamilie von Scharfenberg gestiftet und auf den Resten der ehemaligen Stadtmauer sowie der gegenüberliegenden Uferseite errichtet.
Am 7. Februar 2008 wurde der Förderverein Historischer Hafen Wanfried e. V. gegründet. Zweck des Vereins ist die finanzielle und ideelle Förderung des auf der Schlagd in Wanfried gelegenen Hafens, insbesondere in seiner Ausprägung als Umschlagsort in der Hansezeit.
Herrn Ernst-Wilhelm Kalden wurde für die „vorbildliche Sanierung und Umnutzung der Schlagdscheunen in Wanfried“ der Hessische Denkmalschutzpreis 2008 verliehen.
Seit dem Jahr 2008 werden am Wanfrieder Hafen Taufen durchgeführt. Im Mai 2010 entstand am Wanfrieder Hafen eine Außenstelle des Wanfrieder Standesamtes, bei der am 13. Oktober 2017 die 110. Eheschließung stattfand.
Entlang der Wanfrieder Schlagd verläuft der Werratal-Radweg von Treffurt kommend in Richtung Eschwege.

## Denkmalschutz
Die Sachgesamtheit „Auf der Schlagd“ (Auf der Schlagd 2/3, Flur: 34, Flurstücke: 8/7 und 139/2) ist aufgrund der elementaren Bedeutung für die wirtschaftliche Entwicklung der Stadt und als Zeugnis einer der wenigen in Hessen enthaltenen Schlagdplätze schützenswert. Die Wanfrieder Schlagd ist daher in ihrer Sachgesamtheit als Kulturdenkmal aus städtebaulichen und geschichtlichen Gründen geschützt.